# Coscamila
Coscamila är en ort i Mexiko.   Den ligger i kommunen Quechultenango och delstaten Guerrero, i den södra delen av landet, 220 km söder om huvudstaden Mexico City. Coscamila ligger 825 meter över havet och antalet invånare är 643.
Terrängen runt Coscamila är kuperad österut, men västerut är den bergig. Coscamila ligger nere i en dal. Runt Coscamila är det ganska glesbefolkat, med 38 invånare per kvadratkilometer. Närmaste större samhälle är Quechultenango, 2,4 km väster om Coscamila. I omgivningarna runt Coscamila växer huvudsakligen savannskog.